# Bukettraube
Bukettraube (auch: Bouquet Blanc,  Bouquettraube, Sylvaner Musqué, Bukettrebe) ist eine Weißweinsorte. Sie wurde von Sebastian Englerth in Randersacker im 19. Jahrhundert gezüchtet. Es handelt sich um eine Kreuzung der Sorten Silvaner und Trollinger. Die Angaben konnten in der Zwischenzeit durch DNA-Analyse bestätigt werden. Heute findet man noch kleine Anpflanzungen im Elsass (unter dem Namen Bouquettraube) sowie in Südafrika. In Randersacker, der Heimatgemeinde Englerths, findet sich die Bukettrebe im Museumsweinberg Altfränkischer Wengert.
Die ertragreiche Sorte ergibt leichte Weißweine mit kräftiger Säure und einem leicht aromatischen Charakter. In der Regel sind die Weine von einfacher Struktur. Manchmal wird der Begriff Bukettraube auch einfach einer Rebsorte mit ausgeprägtem Bouquet wie zum Beispiel einem Gelben Muskateller zugeteilt.
Nach neuen Erkenntnissen ist sie durch Kreuzung mit dem Riesling ein Elternteil der Scheurebe.

Der Züchter Georg Scheu ging irrtümlich davon aus, Riesling und Silvaner gekreuzt zu haben. Durch DNA-Analyse konnte der Bezug der Scheurebe zur Bukettraube nachgewiesen werden.
Die Bukettraube ist eine Varietät der Edlen Weinrebe (Vitis vinifera).

## Synonyme
Synonyme 11: Bocksbeutel, Bouquet Blanc, Bouquet Traube, Bouquettraube, Boxer, Buket, Bukettraube, Bukettriesling, Buketttraube, Sylvaner Musque, Wuerzburger.